# A330高速公路
A330高速公路是法国的一条高速公路，始于南希，终于埃皮纳勒和贝桑松，与A33高速相连。A330南北走向，全长11千米，是一条免费高速。该高速经过Fléville-德旺，也是欧洲E23公路的一部分。